# Litteraturåret 1974

## Händelser
- 13 februari – Den sovjetiske författaren Alexander Solsjenitsyn utvisas från Sovjetunionen och fråntas sitt sovjetiska medborgarskap[1].
- 3 oktober – Eyvind Johnson och Harry Martinson tillkännages som mottagare av Nobelpriset i litteratur 1974. Svenska Akademien blir hårt kritiserade för att ha utsett två av sina egna ledamöter till pristagare.[2]

## Priser och utmärkelser
- Nobelpriset – Harry Martinson och Eyvind Johnson, Sverige[3]
- ABF:s litteratur- & konststipendium – Reidar Jönsson
- Aftonbladets litteraturpris – Göran Hägg
- Aniarapriset – P.C. Jersild
- Astrid Lindgren-priset – Inger & Lasse Sandberg
- Bellmanpriset – Birger Norman
- BMF-plaketten – Kerstin Ekman för Häxringarna
- Carl Emil Englund-priset – Petter Bergman för Närvaron i tiden
- Dan Andersson-priset – Harald Forss
- De Nios Stora Pris – Sonja Åkesson
- Doblougska priset – Per-Erik Rundquist, Sverige och Jens Bjørneboe, Norge
- Eckersteinska litteraturpriset – Göran Tunström
- Elsa Thulins översättarpris – Allan Bergstrand
- H.C. Andersen-medaljen – Maria Gripe
- Landsbygdens författarstipendium – Sven Edvin Salje och Sara Ranata Rönnlund
- Letterstedtska priset för översättningar – Hans Björkegren för översättningen av Aleksandr Solzjenitsyns Gulag-arkipelagen
- Litteraturfrämjandets stora pris – Lennart Hellsing
- Litteraturfrämjandets stora romanpris – Eyvind Johnson
- Litteraturfrämjandets hederspris Guldskeppet – Ebbe Linde
- Litteraturfrämjandets stora romanpris – Eyvind Johnson
- Nils Holgersson-plaketten – Sven Wernström
- Nordiska rådets litteraturpris – Villy Sørensen, Danmark för essäerna Uden mål – og med
- Rabén & Sjögrens översättarpris – Sonja Bergvall
- Schückska priset – Gunnar Ahlström
- Signe Ekblad-Eldhs pris – Hans O. Granlid
- Stig Carlson-priset – Margareta Renberg
- Svenska Akademiens tolkningspris – Maurice Gravier
- Svenska Akademiens översättarpris – Olov Jonason
- Svenska Dagbladets litteraturpris – Hans O. Granlid för Rackarsång
- Sveriges Radios Lyrikpris – Sture Axelson
- Tidningen Vi:s litteraturpris – Lasse Berg, Lisa Berg och Håkan Boström
- Tollanderska priset – Tito Colliander
- Övralidspriset – Kjell Espmark
- Östersunds-Postens litteraturpris – Helmer Grundström

## Nya böcker

### A – G
- Angående jakten på regnbågar av Sandro Key-Åberg
- Avfall. Från och till av Elsa Grave
- Brandlyra av Lars Andersson
- Carrie av Stephen King
- Den elektriska kaninen av P.C. Jersild
- Den onödiga samtiden av Jan Myrdal och Lars Gustafsson
- Den rätta känslan av Willy Kyrklund
- Det stora avslöjandet av Jan Guillou
- Dikter 1959-1973 av Göran Sonnevi
- Djävulens kalsonger av Björn-Erik Höijer
- Dockan som inte kunde sova av Rolf Gohs[4]
- Drakguldet av Jan Mårtenson
- Furstarna av Ivar Lo-Johansson
- För socialismen av C.-H. Hermansson
- Gröngölingen är på väg (diktsamling) av Barbro Lindgren[4]

### H – N
- Hjärtats väg (dikter i urval) av Vilhelm Ekelund
- Häxringarna av Kerstin Ekman[4]
- IB-affären – i vems intresse? av Svante Winqvist
- Jag, den högste av Augusto Roa Bastos
- Krigshundarna av Frederick Forsyth
- Lastbara berättelser av Ivar Lo-Johansson
- Livsälskare, svartmålare av Artur Lundkvist
- Metoden av Alejo Carpentier
- Måndagarna med Fanny av Per Gunnar Evander[4]
- Nyckel av Bosse Gustafson
- När du kommer av Jan Arvid Hellström
- Pastorn blir gift av Jan Arvid Hellström

### O – U
- Poesi 1967–1973 av Gunnar Harding
- Sagan om det röda äpplet av Jan Lööf
- Stormunnens bön av Göran Tunström
- Ur en scholaris' verkstad av Vilhelm Ekelund

### V – Ö
- Veronica's Room av Ira Levin
- Vinteride av Sven Delblanc

## Födda
- 18 mars – Gertrud Hellbrand, svensk författare.
- 24 september – Johnny Munkhammar, svensk författare och debattör.
- 30 oktober – Victor Estby, svensk författare och journalist.
- 18 december – Jens Liljestrand, svensk litteraturvetare, författare och skribent.

## Avlidna
- 29 januari – Herbert Ernest Bates, 68, brittisk journalist, författare och manusförfattare.
- 3 april – Cora Sandel, 93, norsk författare.
- 25 april – Jascha Golowanjuk, 69, svensk författare.
- 20 april – Richard Huelsenbeck, 82, tysk dadaist, skeppsläkare och psykoanalytiker.
- 30 april – Jan Olof Olsson, 54, svensk redaktör, journalist och författare.
- 14 maj – Ernest Raymond, 85, brittisk romanförfattare.
- 22 maj – Walter Ljungquist, 73, svensk författare, manusförfattare.
- 9 juni – Miguel Asturias, 74, guatemalansk författare, nobelpristagare 1967.
- 11 juli – Pär Lagerkvist, 83, svensk författare och nobelpristagare.
- 29 juli – Erich Kästner, 75, västtysk författare.
- 20 september – Olle Hedberg, 75, ledamot av Svenska Akademien.
- 23 november – Cornelius Ryan, 54, amerikansk krigskorrespondent och författare.
- 23 december – Lars Madsén, 70, svensk författare, regissör och reporter i radio och TV.

### Fotnoter
1. ↑  20:e århundrades När Var Hur – 1974, Bernt Himmelstedt, Forum, 1999
2. ↑  Lindberger, Örjan (1990). Människan i tiden: Eyvind Johnsons liv och författarskap 1938-1976. Stockholm: Bonniers. sid. 445-446. ISBN 91-0-047904-7
3. ↑  ”Nobelpriset i litteratur”. https://www.nobelprize.org/prizes/lists/all-nobel-prizes-in-literature/. Läst 20 mars 2011.
4. 1 2 3 4  Gradvall, Nordström, Nordström, Rabe, Jan, Björn, Ulf, Anina. Tusen svenska klassiker. Norstedts Förlagsgrup. Läst 12